# Distrito de Olt
Olt  es un distrito (judeţ) del sur de Rumania, localizada entre las regiones históricas de Oltenia y Muntenia. La capital es Slatina.

## Fronteras
- Distrito de Teleorman al este.
- Distrito de Dolj al oeste.
- Distritos de Argeş y Vâlcea al norte.
- Bulgaria al sur.

## Demografía
En el año 2002 tenía una población de 489,274 y la densidad de 89/km².
| Año  | Población |
| ---- | --------- |
| 1948 | 442,442   |
| 1956 | 458,982   |
| 1966 | 476,513   |
| 1977 | 518,804   |
| 1992 | 523,291   |
| 2002 | 489,274   |

El distrito es básicamente rural: alrededor del 60% de la población vive en aldeas.

## Geografía
El distrito tiene un área total de 5,498 km², se encuentra a 164 metros sobre el nivel del mar.

## Economía
Las principales industrias son:
- Metalurgia, componentes de aluminio.
- Partes de ferrocarril.
- Alimentos y bebidas.
- Industria textil.
- Fabricación de componentes mecánicos.

## Turismo
- La capital del distrito, Slatina.
- La ciudad de Corabia, con una antigua fortaleza, una gran catedral ortodoxa, playa en el Danubio, navegación y pesca.
- Pesca en el Danubio y en el río Olt.
- El pueblo de Scorniceşti, ciudad natal de Nicolae Ceauşescu.

## Divisiones Administrativas
El distrito tiene 2 ciudades con estatus de municipiu, 6 ciudades con estatus de oraș y 104 comunas.

### Ciudades con estatus demunicipiu
- Slatina Capital del distrito.
- Caracal

### Ciudades con estatus deoraș
- Balș
- Corabia
- Drăgănești-Olt
- Piatra-Olt
- Potcoava
- Scorniceşti

### Comunas
- Băbiciu
- Baldovineşti
- Bălteni
- Bărăşti
- Bârza
- Bobiceşti
- Brâncoveni
- Brastavăţu
- Brebeni
- Bucinişu
- Cârlogani
- Călui
- Cezieni
- Cilieni
- Coloneşti
- Corbu
- Coteana
- Crâmpoia
- Cungrea
- Curtişoara
- Dăneasa
- Deveselu
- Dobreţu
- Dobrosloveni
- Dobroteasa
- Dobrun
- Drăghiceni
- Făgeţelu
- Fălcoiu
- Fărcaşele
- Găneasa
- Găvăneşti
- Gârcov
- Giuvărăşti
- Ghimpeţeni
- Gostavăţu
- Grădinari
- Grădinile
- Grojdibodu
- Gura Padinii
- Ianca
- Iancu Jianu
- Icoana
- Ipoteşti
- Izbiceni
- Izvoarele
- Leleasca
- Mărunţei
- Mihăeşti
- Milcov
- Morunglav
- Movileni
- Nicolae Titulescu
- Obârşia
- Oboga
- Oporelu
- Optaşi-Măgura
- Orlea
- Osica de Sus
- Osica de Jos
- Pârşcoveni
- Perieţi
- Pleşoiu
- Poboru
- Priseaca
- Radomireşti
- Redea
- Rotunda
- Rusăneşti
- Sâmbureşti
- Scărişoara
- Schitu
- Seaca
- Şerbăneşti
- Slătioara
- Spineni
- Sprâncenata
- Ștefan cel Mare
- Stoeneşti
- Stoicăneşti
- Strejeşti
- Studina
- Tătuleşti
- Teslui
- Tia Mare
- Topana
- Traian
- Tufeni
- Urzica
- Vădastra
- Vădăstriţa
- Vâlcele
- Valea Mare
- Văleni
- Verguleasa
- Vişina
- Vişina Nouă
- Vitomireşti
- Vlădila
- Voineasa
- Vulpeni
- Vultureşti